# 奥氏键鼠
奥氏键鼠（学名：Clidomys osborni）是一种已经灭绝的大型啮齿目动物，其化石在牙买加被发现，约灭绝于更新世结束之前。另有一种体型较小的小键鼠（Clidomys parvus），之前被认为是独立的一种，后研究表明与奥氏键鼠为同一物种。